# Louis Jacques Brunet
Pour les articles homonymes, voir Louis Brunet et Brunet.
Cet article possède un paronyme, voir Jacques Brunet.
Louis Jacques Brunet, né à Moulins en 1811 (et mort à une date inconnue) est un naturaliste français actif au Brésil.
Professeur au Ginásio Pernambucano (pt), il contribue à créer le musée d'histoire naturelle du lycée de Recife, nommé Musée d'Histoire naturelle Louis Jacques Brunet (pt), qui est considéré comme l'un des meilleurs de l'enseignement secondaire au Brésil. 

## Biographie
Louis Jacques Brunet est né à Moulins, en France, en 1811.
Selon Pedro Celso, « le goût, ou plutôt la passion voluptueuse pour les explorations du genre scientifique auxquelles il s'est consacré, s'est révélé chez lui dès son plus jeune âge : en effet, lorsqu'il était écolier, tout l'argent qu'il gagnait, il le dépensait immédiatement pour acheter des animaux afin de les empailler, allant même parfois jusqu’à mal se comporter à l’école, car il était naturellement timide, juste pour qu’on le mette en colle, et là il pouvait s’adonner librement à son occupation favorite ».
Louis Jacques Brunet devient naturaliste et illustrateur et est connu comme étant proche d'Urbain Le Verrier, Alphonse de Lamartine, Alexandre Dumas et d'autres scientifiques et écrivains français. Marié puis veuf, il a un fils, Charles Theobald Brunet, officier réformé de l'armée française.
Brunet arrive au Brésil en 1852 pour explorer la flore et la faune des pays d'Amérique. Ce voyage, qu'il entreprend avec un ami, lui coûte très cher. Mais il décide d'embarquer sur le premier voilier qui fait escale à la Capitainerie de Pernambouc.
La même année, tandis qu'il est à Areia pour étudier le sol du Paraíba, Louis Jacques Brunet rencontre Pedro Américo, natif de la ville. Enchanté par le jeune garçon et convaincu par ses talents artistiques précoces, il l'emmène comme dessinateur dans son expédition pendant vingt mois, parcourant le Paraíba, le Pernambouc, le Ceará, le Rio Grande do Norte et le Piauí. Soucieux du développement de son talent et de son éducation, le Français envoie deux dessins réalisés par Américo au président de la province, accompagnés d'une lettre demandant que le gouvernement prenne en charge son éducation. De là, les événements s'enchaînent : Américo poursuit des études jusqu'à rencontrer l'empereur Pierre II qui visite son école puis inscrit le jeune homme à l'Académie impériale des Beaux-Arts en 1856. Pedro Américo deviendra l'un des plus importants artistes du Brésil,.
Suivant sa propre proposition, Louis Jacques Brunet est ensuite engagé en 1853 par le président Antônio Coelho de Sá e Albuquerque (pt) pour « observer la position géographique des principaux points de la province ; la direction, le cours, le volume, la température des eaux, leur composition chimique, lorsqu'elles présentent des propriétés particulières ; l'état hygrométrique et la température de l'atmosphère. Inclinaison et déclinaison de la boussole, ses variations journalières ». Il profite de ses voyages pour collecter des objets des populations indigènes, et lors d'une étape à Souza, il rencontre Custódia Francisca de Sá Barreto (née en 1832), une femme locale, avec laquelle il se fiance, puis se marie par procuration — étant pris par ses expéditions — le 4 novembre 1854. Quand il revient à Souza, il devient médecin et marie son fils à sa belle-sœur, Francisca Gertrudes.
En 1855, lorsque le Lycée provincial du Pernambouc (Liceu Provincial de Pernambuco, créé en 1825) devient un gymnasium (Ginásio Pernambucano), Louis Jacques Brunet est nommé professeur de sciences naturelles en octobre et est chargé de créer la collection d'histoire naturelle pour l'établissement, le Cabinet des sciences, récemment fondé le 22 octobre 1855, qu'il enrichit dans un premier temps par ses propres collections,. La pédagogie liée aux sciences lui tient à cœur et il refonde le programme de son enseignement, en proposant un cursus dans lequel la première année est consacrée à la zoologie, la deuxième la botanique et la troisième la géologie, le tout en se basant à chaque fois sur l'observation directe des objets étudiés.

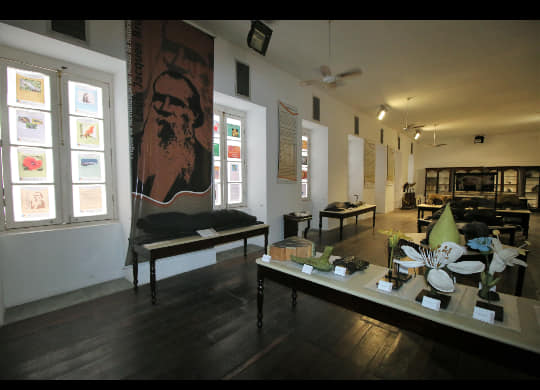
Salle d'une exposition fixe du, en 2020.

Les retours de sa hiérarchie ainsi que du gouvernement sont tellement positifs qu'il est décidé de créer un musée des sciences naturelles, le premier à Pernambuco et dans le Nord/Nord-Est : le Musée d'Histoire naturelle Louis Jacques Brunet (pt).
Dans les années qui suivent, Brunet explore le nord et le nord-est du pays à la recherche de légendaires mines d'argent et afin d'accroître la collection du musée et d'étudier les spécimens recueillis,. Il reçoit de nombreux dons de différentes régions du Brésil, notamment une collection de minéraux envoyée par le président de la province de Minas Gerais de l'époque, José Bento da Cunha Figueiredo, qui contribuent à enrichir la collection du musée.
À Assu, Brunet effectue des recherches minéralogiques et devient précurseur dans l'exploitation du gypse, qui contribuera grandement à la croissance de Mossoró. Il continue ses explorations au point de ne pas revenir à temps pour se marier.
À la fin des années 1960, le Français Armand François Gaston Laroche rejoint à son tour le gymnasium, où il devient responsable du département d'Histoire naturelle et de son cabinet. Passionné d'archéologie, il apporte des spécimens préhistoriques trouvés dans la municipalité de Belo Jardim, qui deviendront les pièces les plus importantes du musée au cours des années 1970. Le Cabinet des sciences devient l'un des sites de référence pour la recherche scientifique dans l'État.
L'empereur Pierre II lance la création en 1859 de l'Institut impérial d'Agriculture de Bahia (Imperial Instituto Bahiano de Agricultura, IIBA). Plusieurs désaccords surgissent sur le lieu, le financement et la pédagogie. Louis Jacques Brunet supervise la construction du nouveau bâtiment à São Francisco do Conde en 1863. En 1971, il part pour l'Europe afin de se procurer tout ce qui est nécessaire à l'enseignement et revient en 1872 avec quelques instruments et appareils, divers modèles d'étude et un petit nombre de quadrupèdes et de gallinacés de races choisies. L'École impériale d'agriculture de Bahia (IEAB) est finalement inaugurée le 15 février 1877, avant d'être transformée en 1905 en Institut agricole de Bahia, qui est administré par le gouvernement de l'État de Bahia, créant l'École supérieure théorique et pratique d'Agriculture en 1911 et reprenant ses activités d'enseignement supérieur en 1920. En 1931, l'école d'agriculture de Bahia est déplacée à Salvador avant d'être à nouveau déplacée en 1943 à Cruz das Almas pour s'appeler École d'agronomie de Bahia. Elle est définitivement intégrée à l'Université fédérale de Recôncavo da Bahia en 1968 sous le nom d'École d'Agronomie de l'université fédérale de Bahia (Escola de Agronomia da Universidade Federal da Bahia, AGRUFBA),.
La date de mort de Louis Jacques Brunet et inconnue ; mais un détail de sa descendance a été fourni par Clemildo Brunet.

#### Ouvrages centrés
- (pt) Rômulo José Benito de Freitas Gonzales, « Construindo uma coleção: as expedições científicas de Louis Jacques Brunet e o Museu do Ginásio Pernambucano (1857 - 1862) », dans Anais do IV Seminário Internacional Cultura Material e Patrimônio de C&T, 2016 (lire en ligne [PDF]).
- (pt) Rosado Vingt-un et Antonio Campos Silva, Louis Jacques Brunet : naturalista viajante, Mossoró, Fundação Vingt-un Rosado/Fundação Guimarães Duque, coll. « Coleção Mossoroense », 2001, 338 p. (lire en ligne).
- (pt) Rosado Vingt-un, De Pedro Américo Figueiredo e Melo a Louis Jacques Brunet, passando por Mossoró, Mossoró, Fundação Vingt-un Rosado/Fundação Guimarães Duque, coll. « Coleção Mossoroense », 2001, 57 p..

#### Autres
- (pt) Lorus Johnson Milne et Margery Joan Greene Milne, Naturalistas famosos, Rio de Janeiro, Lidador, 1964, 198 p. (titre original : Famous naturalists, 1961).
- (pt) Durval de Araújo Lima, Relatório da expedição exploratória para os municípios de Mossoró, Baraúna, Governador Dix Sept Rosado, Felipe Guerra, Martins e outros situados na região Oeste do Estado do Rio Grande do Norte, Mossoró, Fundação Vingt-Un Rosado, coll. « Coleção Mossoroense », 2004, 40 p..
- (pt) Rosado Vingt-un et Silva, Silva Coutinho e a paleontologia de Mossoró, Mossoró, Fundação Vingt-Un Rosado, coll. « Coleção Mossoroense », 1998, 60 p..
- (pt) Francisco Tancredo Torres, Pedro Américo, vol. I : Origem de Pedro Américo, seus Autógrafos a Louis Jacques Brunet e Outros, Edição Especial para o Acervo Virtual Osvaldo Lamartine de Faria. Fundação Vingt-Un Rosado, 2011 (lire en ligne [PDF]), p. 70-146.